# Mohelnaspis vermiformis
Mohelnaspis vermiformis är en insektsart som först beskrevs av Takahashi 1930.  Mohelnaspis vermiformis ingår i släktet Mohelnaspis och familjen pansarsköldlöss. Inga underarter finns listade i Catalogue of Life.